# Ahsen Eroğlu
Ahsen Eroğlu (Çorlu, 27 ottobre 1994) è un'attrice turca.

## Biografia
Ahsen Eroğlu è nata il 27 ottobre 1994 a Çorlu, in provincia di Tekirdağ (Turchia), da una famiglia di immigrati bulgari.

## Carriera
Ahsen Eroğlu dopo aver completato l'istruzione primaria e secondaria, ha deciso di iscriversi presso la facoltà di educazione fisica e sport dell'Università di Ege, dove al termine degli studi ha conseguito la laurea. In seguito, dopo essersi interessata alla recitazione, ha completato la formazione in recitazione presso la Sahne 3MOTA.
Nel 2015 ha iniziato la sua carriera di recitazione dopo essere stata scelta per interpretare il ruolo di Zehra nella serie in onda su Samanyolu TV Bir Modern Habil Kabil Hikayesi. L'anno successivo, nel 2016, ha ottenuto il ruolo di Meleki Hatun nella serie in onda su Star TV Il secolo magnifico: Kösem (Muhteşem Yüzyıl Kösem). Nel 2016 e nel 2017 ha ricoperto il ruolo di Duru Güneş nella serie in onda su Star TV Anne.
Nel 2017 e nel 2018 ha preso parte al cast della serie in onda su Kanal D Kızlarım İçin, nel ruolo di Suna Yılmaz. Nel 2018 ha recitato nel film televisivo Zomerbroeders diretto da Mustafa Duygulu (nel ruolo di Burcu) e nel cortometraggio Titanyum diretto da Gökçe Erdem. Nel 2018 e nel 2019 ha ricoperto il ruolo di Yaz Boran nella serie in onda su Star TV İstanbullu Gelin. Nel 2019 ha preso parte al cortometraggio Aylin diretto da Ozan Yoleri, nel ruolo di Aylin. Nello stesso anno è entrata a far parte del cast della serie in onda su Star TV Kuzgun, nel ruolo di Kumru Cebeci.
Nel 2020 ha interpretato il ruolo di Gizem nel film Sardunya diretto da Çağıl Bocut. Nello stesso anno è apparsa con il ruolo di 27 nel cortometraggio Last Hours of Eve diretto da Gulgun Dedecam. Nel 2020 e nel 2021 ha ottenuto il ruolo di Dicle Ertem nella serie in onda su Star TV Menajerimi Ara. Nel 2021 ha recitato nello spettacolo teatrale Ağaçtaki Kız, presso il teatro DasDas. Nel 2023 ha recitato nei film Merve Kült diretto da Cemal Alpan (nel ruolo di Merve Kült), İstanbul Üçlemesi: Meze, Müzik, Muhabbet diretto da Ferzan Özpetek (nel ruolo di Yağmur), Do Not Disturb diretto da Cem Yilmaz (nel ruolo di Suhal) e Başlangıçlar diretto da Ozan Yoleri. L'anno successivo, nel 2024 ha recitato nelle web serie di Netflix Kübra (nel ruolo di Gülcan), Erşan Kuneri e Asya (nel ruolo di Asya).

## Filmografia

### Cinema
- Sardunya, regia di Çağıl Bocut (2020)
- Merve Kült, regia di Cemal Alpan (2023)
- İstanbul Üçlemesi: Meze, Müzik, Muhabbet, regia di Ferzan Özpetek (2023)
- Do Not Disturb, regia di Cem Yilmaz (2023)
- Başlangıçlar, regia di Ozan Yoleri (2023)

### Televisione
- Bir Modern Habil Kabil Hikayesi – serie TV (Samanyolu TV, 2015)
- Il secolo magnifico: Kösem (Muhteşem Yüzyıl Kösem) – serie TV (Star TV, 2016)
- Anne – serie TV, 32 episodi (Star TV, 2016-2017)
- Kızlarım İçin – serie TV, 13 episodi (Kanal D, 2017-2018)
- Zomerbroeders, regia di Mustafa Duygulu – film TV (2018)
- İstanbullu Gelin – serie TV, 5 episodi (Star TV, 2018-2019)
- Kuzgun – serie TV, 21 episodi (Star TV, 2019)
- Menajerimi Ara – serie TV, 45 episodi (Star TV, 2020-2021)

### Web TV
- Kübra – web serie (Netflix, 2024)
- Erşan Kuneri – web serie (Netflix, 2024)
- Asya – web serie (Netflix, 2024)

### Cortometraggi
- Titanyum, regia di Gökçe Erdem (2018)
- Aylin, regia di Ozan Yoleri (2019)
- Last Hours of Eve, regia di Gulgun Dedecam (2020)

## Teatro
- Ağaçtaki Kız, presso il teatro DasDas (2021)

## Doppiatrici italiane
Nelle versioni in italiano dei suoi film e delle sue serie TV, Ahsen Eroğlu è stata doppiata da:
- Lavinia Paladino[26] in Merve Kült[27]
- Gaia Bolognesi[28] in Kübra

## Riconoscimenti
- Festival del cinema femminile della scopa volante
  - 2021: Vincitrice del Premio giovane strega per il cortometraggio Aylin[29][30][31]

- Pantene Golden Butterfly Awards
  - 2021: Vincitrice come Stella nascente per la serie Menajerimi Ara[32][33][34]

- Premio Sinema Port
  - 2021: Vincitrice come Miglior attrice rivoluzionaria per la serie Menajerimi Ara[35][36]